# Константиновський сільський округ (Айиртауський район)
Константи́новський сільський округ (каз. Константинов ауылдық округі, рос. Константиновский сельский округ) — адміністративна одиниця у складі Айиртауського району Північноказахстанської області Казахстану. Адміністративний центр — село Константиновка.
Населення — 1810 осіб (2021; 2677 у 2009, 3886 у 1999, 4464 у 1989).
Станом на 1989 рік існували Константиновська сільська рада (села Константиновка, Матвієвка) та Куспецька сільська рада (села Аканбурлук, Акчок, Красново, Куспек) Арикбалицького району.

## Склад
До складу округу входять такі населені пункти:
| Населений пункт      | Старі назви | Населення, осіб (1989) | Населення, осіб (1999) | Населення, осіб (2009) | Населення, осіб (2021) |
| -------------------- | ----------- | ---------------------- | ---------------------- | ---------------------- | ---------------------- |
| Аканбурлик, село     | Аканбурлук  | 487                    | 365                    | 293                    | 223                    |
| Акшоки, село         | Акчок       | 323                    | 270                    | 135                    | 21                     |
| Константиновка, село | -           | 1560                   | 1287                   | 1024                   | 802                    |
| Красново, село       | -           | 166                    | 199                    | 53                     | 19                     |
| Куспек, село         | -           | 1409                   | 1304                   | 868                    | 568                    |
| Матвієвка, село      | -           | 519                    | 461                    | 304                    | 177                    |